# عسکری (مزدور آفریقایی)

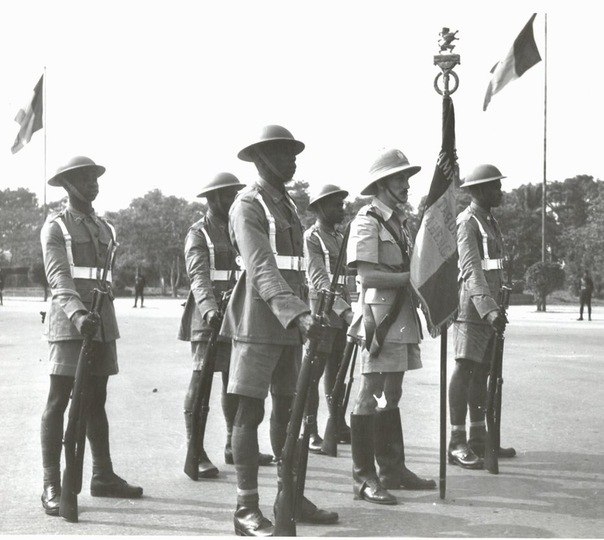
سربازان عسکری نیروی جمهوری بلژیک در کنگو.

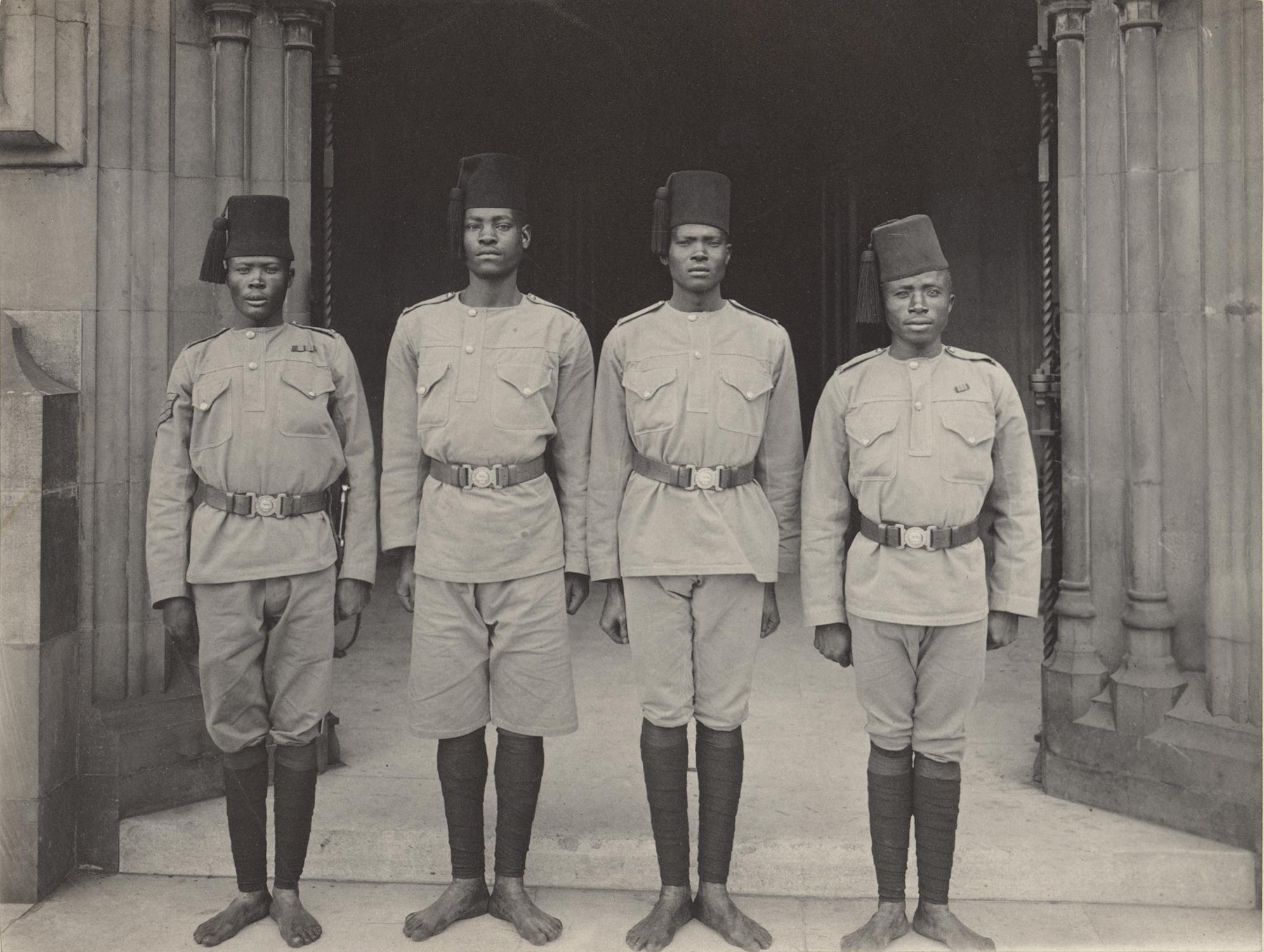
سربازان عسکری گُردان تفنگ‌داران آفریقایی پادشاه ارتش بریتانیا در جشن روز تاج‌گذاری ادوارد هفتم در تانزانیا.

عسکری، سربازان محلی داوطلب و مزدورانِ سیاه‌پوست استعمار اروپا در آفریقا بودند. این افراد پس از اکتشاف آفریقا توسط اروپایی‌ها و پس از تسلط قدرت‌های استعمارگر اروپایی، در قلمروی دریاچه‌های بزرگ آفریقا، شمال شرقی و مرکز آفریقا، در جهت حفظ منافع ایتالیایی‌ها، بریتانیایی‌ها، پُرتغالی‌ها، بلژیکی‌ها و آلمانی‌ها مشغول به خدمت بودند.
در دوران آپارتاید در آفریقای جنوبی، به سیاه‌پوست‌هایی که به خدمت سازمان‌های نظامی، پلیسی و امنیتی حکومت آپارتاید در می‌آمدند، اصطلاحاً «عسکری» می‌گفتند.

## نگارخانه

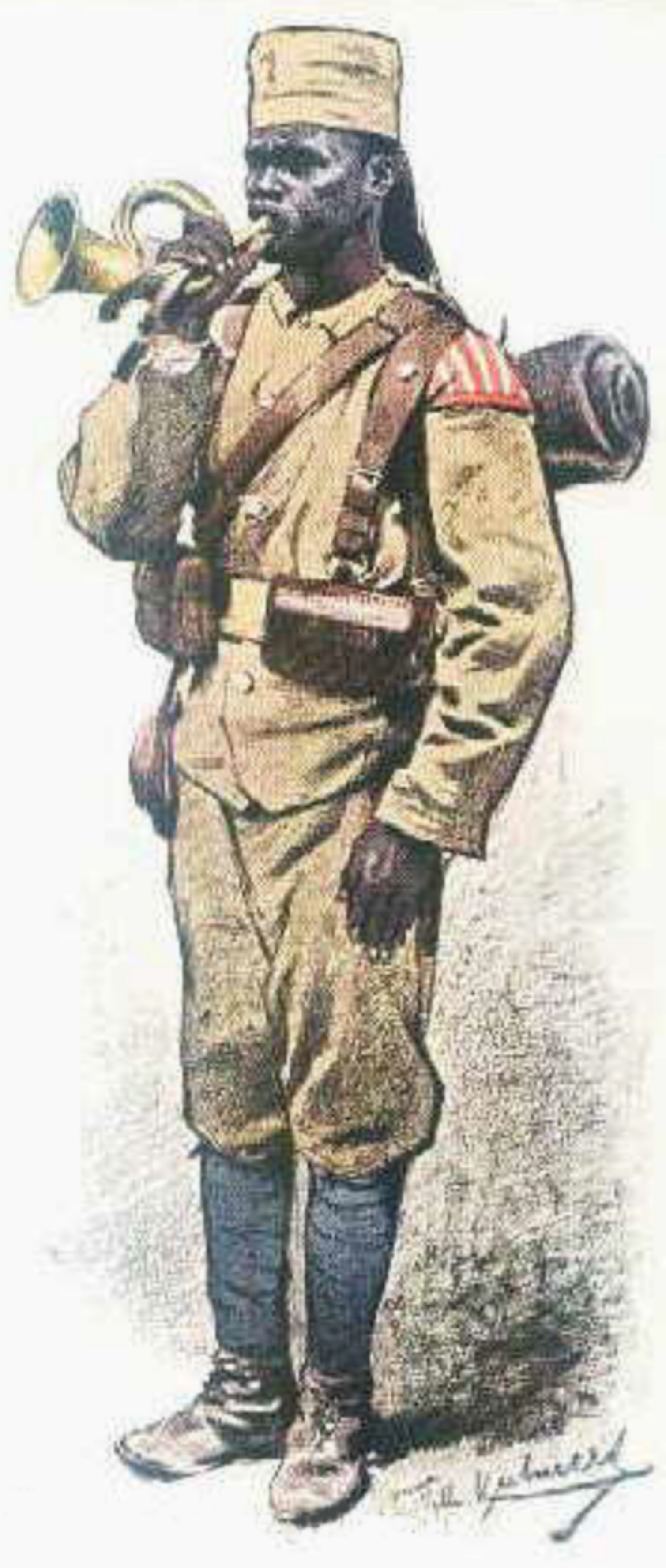
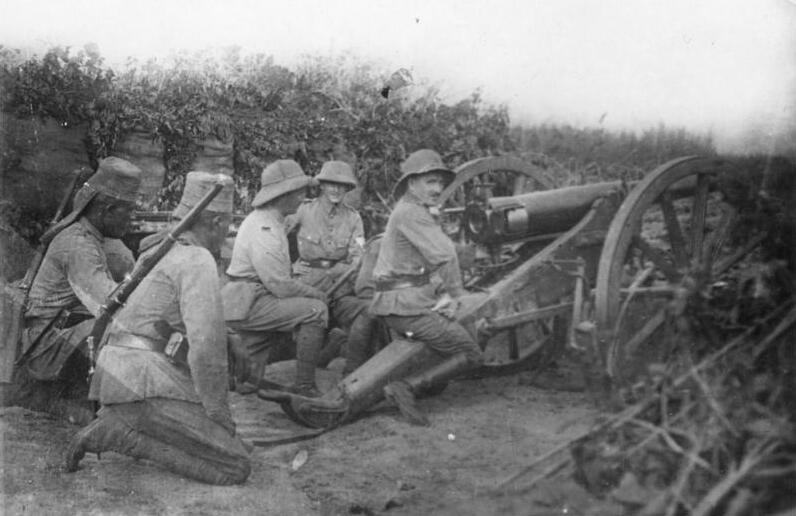
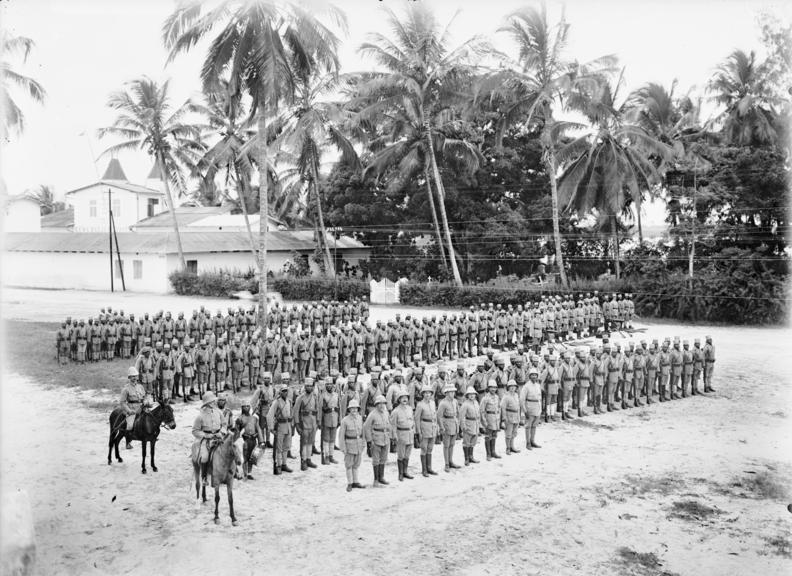
سربازان عسکری هنگ آفریقای خاوری آلمان
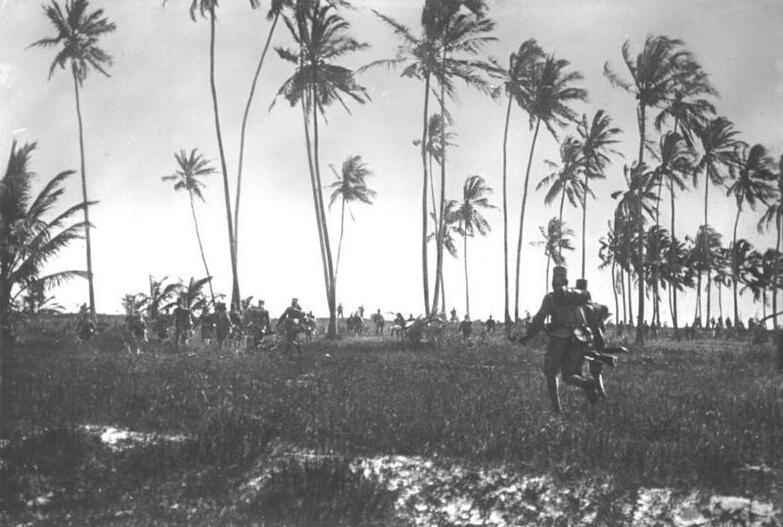
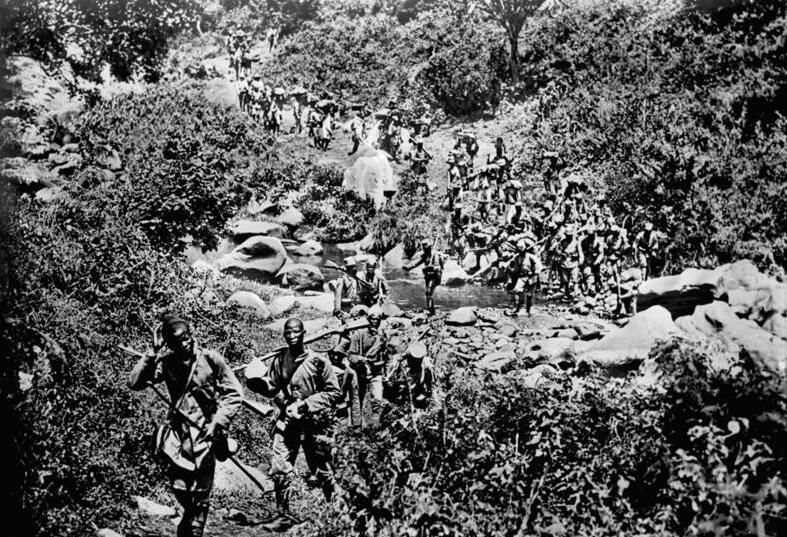
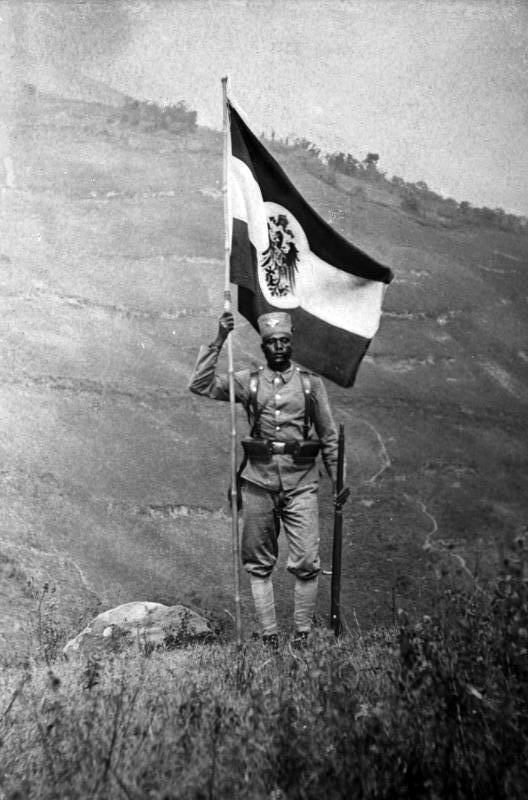
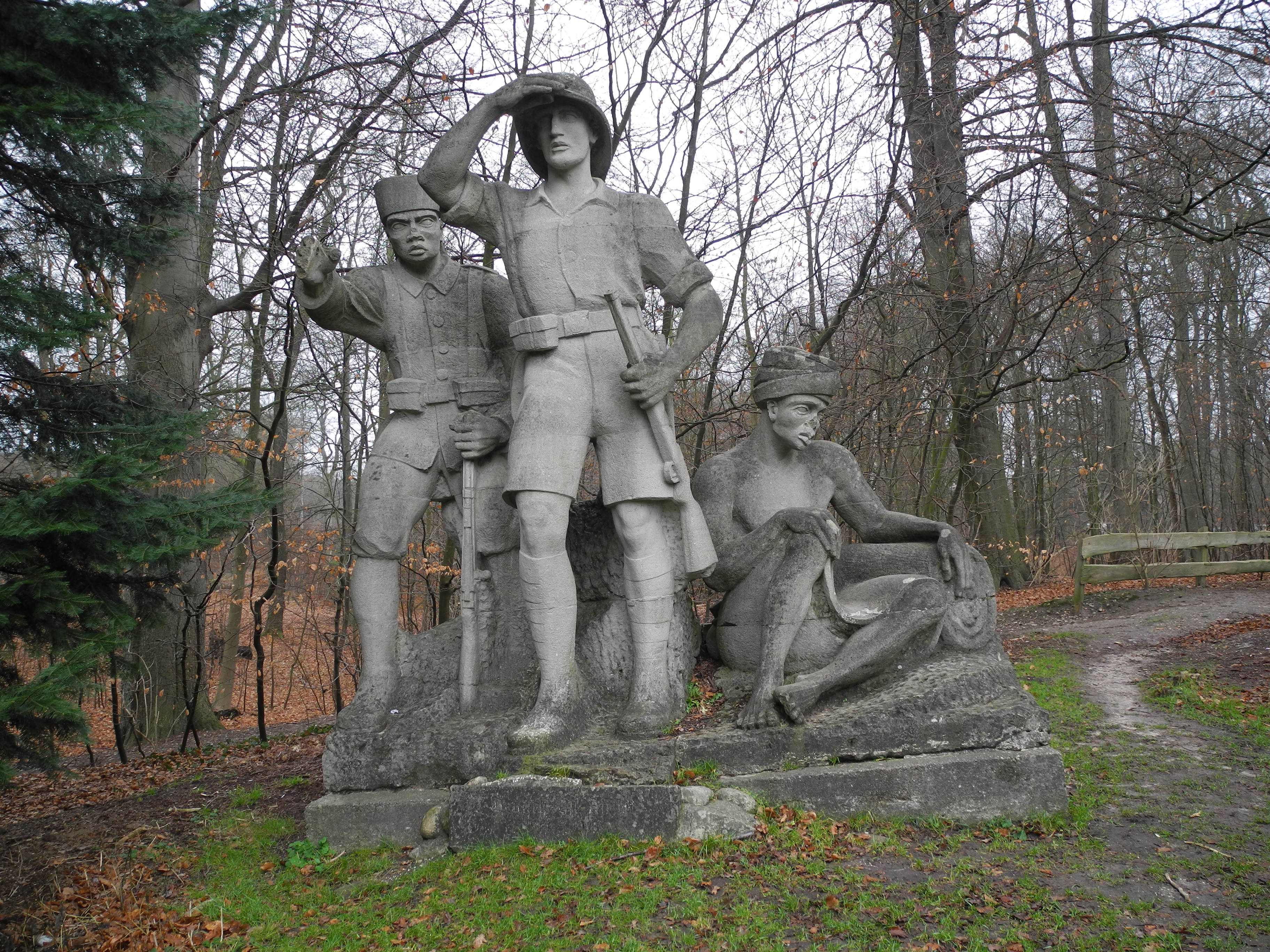
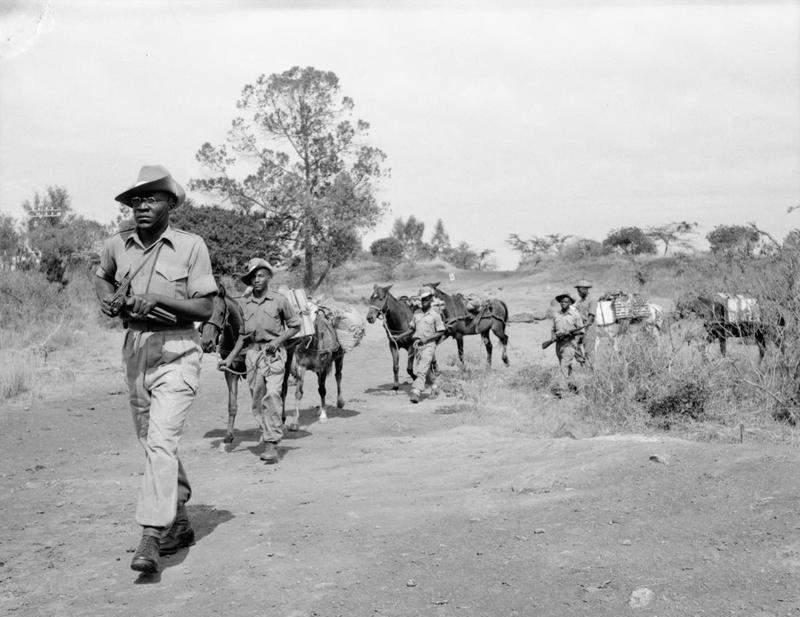
سربازان عسکری گردان تفنگداران آفریقایی پادشاه در حال آذوقه‌رسانی به نیروهای بریتانیایی درگیر با شورشیان مائو مائو در کنیا